# Albrecht Rosenberg
Albrecht Rosenberg (ur. 1675, zm. 1745) – gdański syndyk, bibliofil. Przekazał swój cenny księgozbiór Bibliotece Miejskiej w Gdańsku (obecnie Bibliotece PAN). W roku 1782, zgodnie z jego wolą, Biblioteka wzbogaciła się o zbiór rzadkich poloniców z XVI do XVIII w.